# Euporie
Euporie est un satellite naturel de Jupiter en orbite rétrograde, appartenant peut-être au groupe d'Ananké. Il a été découvert en 2001 par Scott S. Sheppard. Dans la mythologie grecque, la déesse éponyme, Euporie, est celle de l'abondance.

## Caractéristiques physiques
Euporie est un petit satellite. En supposant qu'il possède un albédo de 0,04 similaire à d'autres satellites de Jupiter, sa magnitude visuelle de 23,1 conduit à un diamètre de 2 km.
Par calcul, la masse d'Euporie est estimée à environ 1,1 × 1013 kg.

## Orbite
Euporie partage les éléments orbitaux du groupe d'Ananké, un ensemble de satellites irréguliers qui orbitent Jupiter sur des orbites rétrogrades à des distances allant de 19 300 000 à 22 700 000 km, avec des inclinaisons variant de 145,7 à 154,8° et des excentricités allant de 0,02 à 0,28. Il est possible qu'Euporie soit un membre de ce groupe ; dans ce cas, il en serait le membre le plus interne.

Diagramme illustrant l'orbite des satellites irréguliers de Jupiter.
Diagramme illustrant l'inclinaison des principaux membres du groupe d'Ananké en fonction du demi-grand axe.

## Historique

### Découverte
Euporie fut découvert par l'équipe de Scott S. Sheppard de l'université d'Hawaii le 11 décembre 2001 ; sa découverte fut publiée le 16 mai 2002, en même temps que celle de dix autres satellites de Jupiter.

### Dénomination
Euporie porte le nom d'Euporie, personnage de la mythologie grecque ; Euporie était l'une des Heures, déesses du temps et des saisons de l'année, filles de Thémis et Zeus (équivalent grec de Jupiter). Euporie n'est pas le seul satellite de Jupiter à porter le nom d'une Heure : c'est également le cas d'Orthosie, Spondé et  Carpo.
Euporie reçut son nom définitif le 8 août 2003, en même temps que dix autres satellites de Jupiter et 12 satellites de Saturne. Avant cela, sa désignation provisoire était S/2001 J 10, indiquant qu'il fut le 10e satellite de Jupiter imagé pour la première fois en 2001.